# Синдром Гайе — Вернике
Синдром Гайе — Вернике (болезнь Вернике, верхний острый геморрагический полиоэнцефалит Вернике) — острое или подострое поражение среднего мозга и гипоталамуса вследствие дефицита витамина B1.
Это состояние независимо друг от друга описали французский офтальмолог, профессор Лионского университета Шарль Жюль Альфонс Гайе (1833—1904) в 1875 г. и немецкий невролог и психиатр Карл Вернике в 1881-м.

## Этиология
- алкоголизм
- авитаминозы
- гастроинтестинальные заболевания
- неукротимая рвота беременных
- рвота при отравлении препаратами наперстянки
- злокачественные новообразования
- СПИД
- длительный гемодиализ
- глистная инвазия

## Патогенез
Витамин B1 служит кофактором нескольких ферментов, в том числе транскетолазы, пируватдегидрогеназы и альфа-кетоглутаратдегидрогеназы. При авитаминозе B1 снижается утилизация глюкозы нейронами и повреждаются митохондрии. Накопление глутамата в результате снижения активности альфа-кетоглутаратдегидрогеназы на фоне дефицита энергии оказывает нейротоксическое действие. Вследствие этого происходит уменьшение числа нейронов, демиелинизация и глиоз области перивентрикулярного серого вещества. Наиболее часто вовлекаются области медиального гипоталамуса, что предположительно вызывает амнезию, повреждение сосцевидных тел, червя мозжечка и ядер III, VI и VIII черепных нервов.
Острая форма алкогольной энцефалопатии встречается обычно у мужчин в возрасте 35—45 лет. Существует также хроническая форма алкогольной энцефалопатии — корсаковский психоз. Для всех форм энцефалопатий характерен период предболезни разной степени продолжительности: от нескольких недель до года и более, наиболее коротким он бывает при сверхострой форме — 2—3 недели. Этот период характеризуется развитием астении с преобладанием адинамии, снижением аппетита вплоть до полной анорексии, отвращением к жирной и белковой пище. Довольно частый симптом — рвота, преимущественно в утренние часы. Нередко отмечаются изжога, отрыжка, боли в животе, неустойчивый стул. Физическое истощение усиливается. Для состояния продрома типичны нарушения сна — трудности засыпания, неглубокий поверхностный сон с яркими кошмарами, частыми пробуждениями, ранним просыпанием. Может отмечаться извращенный цикл сон-бодрствование: сонливость днём и бессонница ночью. Более часто возникают ощущения озноба или жара, которые сопровождаются потливостью, сердцебиениями, болью в области сердца, чувством нехватки воздуха, обычно по ночам. В различных областях тела, как правило, в конечностях, нарушается кожная чувствительность, в мышцах икр, пальцах рук или ног отмечаются судороги.

## Клиническая картина
Классическая триада симптомов — офтальмоплегия, атаксия, спутанность сознания — имеется лишь в трети случаев. Началом заболевания, как правило, служит делирий со скудными, отрывочными, однообразными галлюцинациями и иллюзиями. Доминируют тревога и страх. Двигательное возбуждение наблюдается преимущественно в виде стереотипных действий (как при обыденных или профессиональных занятиях). Периодически возможно развитие кратковременных состояний обездвиженности с повышенным тонусом мышц. Больные могут что-то бормотать, выкрикивать однообразные слова, при этом речевой контакт с ними невозможен. Через несколько дней развивается состояние оглушённости, которое затем может перейти в ступор, а при неблагоприятном течении — в кому. В более редких случаях сопорозному состоянию предшествует апатический ступор.
Ухудшению психического состояния способствует усугубление соматических и неврологических нарушений; последние отличаются большим разнообразием. Часто наблюдаются фибриллярные подёргивания языка, губ и мышц лица. Постоянно отмечаются сложные непроизвольные движения, среди которых дрожание, перемежающееся подергиваниями, хореиморфными, атетоидными и другими видами движений. Мышечный тонус может быть как повышен, так и снижен. Вскоре развивается атаксия. Определяются нистагм, птоз, страбизм, неподвижность взора, а также зрачковые расстройства (анизокория, миоз, ослабление реакции на свет вплоть до её полного исчезновения) и нарушение конвергенции. Довольно часто отмечаются полиневриты, лёгкие парезы, наличие пирамидальных знаков, из менингеальных симптомов может определяться ригидность затылочных мышц. Больные физически истощены, выглядят старше своих лет. Лицо отёчное. Язык малинового цвета, его сосочки сглажены. Отмечается повышенная температура. Постоянны тахикардия и аритмия, артериальное давление при усугублении состояния снижается, имеется склонность к гипотензии и коллапсу. Отмечается гепатомегалия, нередко встречается диарея.
Сверхострое течение характеризуется тем, что сначала развиваются тяжёлые формы делирия (профессионального или мусситирующего). Вегетативная и неврологическая симптоматика продромального периода резко усиливается. Температура тела достигает 40—41 °C. Спустя один или несколько дней развивается состояние оглушения с переходом в кому. Смерть наступает чаще на 3—6-й день.
Энцефалопатии Вернике обычно сопутствуют другие проявления нарушений питания — в частности, у 80 % больных имеется полинейропатия. Гораздо реже встречаются амблиопия и спинальная спастическая атаксия. Нередки тахикардия и ортостатическая гипотензия, которые могут возникнуть в результате поражения вегетативной нервной системы либо быть симптомами влажной формы бери-бери. Глазодвигательные расстройства исчезают через несколько часов после введения тиамина, тогда как атаксия держится дольше, а примерно у половины больных полного восстановления не происходит и походка остается замедленной, шаркающей, с широко расставленными ногами. Апатия, сонливость, спутанность сознания тоже проходят постепенно. По мере регресса этих расстройств на первый план может выйти фиксационная амнезия — корсаковский синдром. Это частый спутник энцефалопатии Вернике; по сути, речь идет об одном заболевании — синдроме Вернике — Корсакова. В исходе синдрома Гайе — Вернике возможно развитие психоорганического синдрома: остаются провалы в памяти, конфабуляции, путаница последовательности событий. Летальность часто бывает связана с присоединением сопутствующих заболеваний, обычно пневмонии, к которой эти больные склонны.

## Диагностика
Диагноз обычно устанавливается преимущественно на основании клинической картины и данных анамнеза. Дифференцировать необходимо с делирием, опухолями головного мозга, шизофренией, острыми симптоматическими психозами.
Лабораторные данные: в периферической крови — макроцитарная анемия; в ликворе — лёгкое повышение содержания белка (<90 мг%). КТ/МРТ: атрофия сосцевидных тел.

## Лечение
- Внутривенное применение тиамина в дозе до 500 мг 1-3 раза в сутки.[2][3] в течение 5-7 дней с последующим переходом на таблетированный прием (по 100 мг 3 раза в день). Прием тиамина в таблетках продолжается до 2-3 месяцев (при корсаковском синдроме до 2 лет).[4] Следует учесть возможность развития аллергической реакции при введении тиамина.
- Магния сульфат — для коррекции гипомагниемии, часто сопутствующей гиповитаминозу B1 (тиамина), особенно у пациентов с алкогольным анамнезом[5];
- Терапия основного заболевания.

На фоне терапии быстрее всего регрессирует острая спутанность (может разрешиться в течение нескольких часов), атаксия и офтальмоплегия, медленнее уменьшается выраженность нистагма. Нарушения памяти и способности к обучению восстанавливаются медленно и часто восстановление неполное.

## Профилактика
Полноценный рацион
Профилактика дефицита тиамина у людей из группы риска по развитию энцефалопатии Вернике
Пациентам после бариатрических операций рекомендуется принимать витамины группы В, в том числе тиамин, не менее 6 месяцев с момента вмешательства.
При поступлении в стационар пациентов с признаками недостаточного питания дополнительно назначается тиамин (рекомендуемые дозы 100 мг внутримышечно, затем 50 мг внутрь 1 раз в сутки), а также по 1 мг в сутки витамина B12 и фолиевой кислоты. Также как и при лечении энцефалопатии Вернике, применение тиамина должно предшествовать введению глюкозы.
Профилактика недостаточности тиамина проводится и при лечении чрезмерной рвоты беременных (Hyperemesis gravidarum). Терапия включает введение 100 мг тиамина в сутки (на фоне проводимой инфузии глюкозы и доксиламина)
Дети на искусственном вскармливании, получающие безмолочные смеси на основе сои, подвержены риску дефицита тиамина. Всемирная организация здравоохранения рекомендует нагрузочную дозу тиамина внутривенно от 25 до 50 мг и внутримышечную инъекцию 10 мг еженедельно. В дальнейшем рекомендуется поддерживающая доза от 3 до 5 мг перорально один раз в день в течение как минимум 6 недель.